# Ricardo Salgado
Ricardo Salgado (Cascais, 25 giugno 1944) è un economista e banchiere portoghese.
Dal 1991 al 2014 è stato presidente della commissione esecutiva del Banco Espírito Santo.

## Biografia
Appartenente ad un'influente famiglia di banchieri (il suo bisnonno José Maria do Espírito Santo Silva fu il fondatore del Banco Espírito Santo e il suo nonno materno Ricardo Espírito Santo Silva Ribeiro fu banchiere durante l'Estado Novo), trascorse i primi anni di vita a Lapa, dove studiò al liceo Pedro Nunes. Nel 1969 si laureò in Economia presso l'Istituto Superiore di Scienze economiche e finanziarie dell'Università Tecnica di Lisbona. In seguito svolse il servizio di leva nella Marina militare portoghese, prima di entrare nel Banco Espiríto Santo Comercial di Lisbona nel 1972.
Nel 1972, in seno al Banco Espírito Santo Comercial, assunse la direzione dell'Ufficio di Studi economici e poi la direzione del credito, dove rimase fino al 1975, periodo in cui la banca venne nazionalizzata. In seguito si trasferì all'estero, dove partecipò alla ricostruzione del Grupo Espírito Santo, prima in Brasile (1976-1982) e poi in Svizzera (1982-1991), da dove tornò per investire in Portogallo. Cominciò col creare il Banco Internacional de Crédito nel 1986, in seguito assorbito dal Banco Espírito Santo.
Nel 1991, dopo la riprivatizzazione, Salgado rivestì il ruolo di presidente esecutivo del Banco Espírito Santo e diede inizio ad un percorso che portò ad un aumento delle quote di mercato pari all'8-20% e all'internazionalizzazione del BES. Nel 2002 fu nominato per integrare il Supervisory Board di Euronext NV (Amsterdam) e nel 2006 partecipò alla fusione di Euronext col New York Stock Exchange (NYSE), facendo parte del suo Consiglio quale membro dell'Esecutivo fino al 2011. Dal 2003 al 2012 è stato amministratore in seno all'Esecutivo del Banco Bradesco (Brasile).
Salgado è stato presidente della Commissione esecutiva e vicepresidente del Consiglio d'amministrazione del Banco Espírito Santo. Inoltre è stato anche membro del Consiglio superiore del Gruppo Espírito Santo, cumulando tali funzioni con quella di Presidente del Consiglio d'amministrazione del Banco Espírito Santo (con sede in Lussemburgo) e del Banco Espírito Santo de Investimento (BESI). In più è stato amministratore dell'Espírito Santo Bank of Florida (EUA), dell'E. S. International Holding (Lussemburgo), dell'Espírito Santo Resources (Bahamas), della Banque Privée Espírito Santo (Svizzera) e della Banque Espírito Santo et de la Vénétie (Francia).
Nel 2012 la banca diretta da Ricardo Salgado aumentò il proprio capitale.
Nel gennaio 2013 il Banco Espírito Santo fu l'unica banca portoghese a gestire l'operazione che segnò il ritorno del Portogallo nei mercati finanziari dopo l'intervento della troika europea.
Nel maggio 2014 la Banca del Portogallo pubblicò un severo audit che mise in dubbio la stabilità finanziaria e la trasparenza del Banco Espírito Santo. Sulla scia di questo rapporto e dei successivi declassamenti del credito della banca, nel luglio 2014 Ricardo Salgado rassegnò le sue dimissioni dalle sue cariche in seno all'istituto bancario, ma nello stesso mese venne arrestato per presunta evasione fiscale e riciclaggio di denaro, salvo poi essere rilasciato dietro pagamento di una cauzione di 3 milioni di euro dopo essere stato interrogato da un magistrato inquirente presso il Tribunale Centrale di Indagine Penale di Lisbona.
Il 7 marzo 2022 sono stati accertati 3 reati di abuso di fiducia, per i quali Ricardo Salgado è stato condannato a 6 anni di reclusione (pena effettiva).

## Riconoscimenti
- Economista dell'anno secondo l'Associazione portoghese degli economisti (1992)
- Personaggio dell'anno dalla Camera di commercio portoghese del Brasile (2001)
- Cavaliere dell'Ordine nazionale del Merito (1994) e dell'Ordine nazionale della Legione d'Onore (2005), Francia
- Grande Ufficiale dell'Ordine nazionale della Croce del Sud (1998), Brasile.
- Nel 2012 è stato decorato con la Croce di Commendatore dell'Ordine al Merito della Repubblica ungherese[5] e ha ricevuto la distinzione nella categoria Lifetime achievement sui Mercati finanziari dell'Investor Relations and Governance Awards 2012, iniziativa della Deloitte che premia le migliori pratiche nel settore imprenditoriale.[11]
- Laurea Honoris Causa dall'Università Tecnica di Lisbona, luglio 2013, per essersi distinto nei servizi in ambito economico, culturale, scientifico e universitario.[5]